# Decoració d'ous

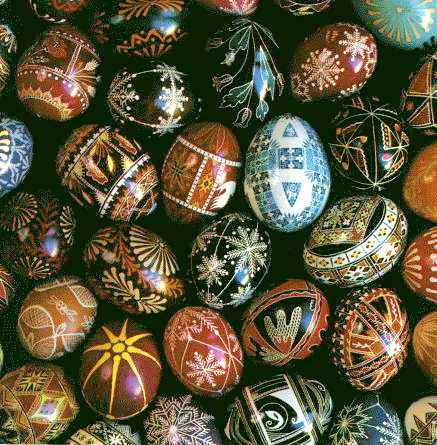
Ous de Pascua d'Ucraïna.

La decoració d'ous és l'art o el treball manual de decorar ous. És un tipus d'artesania força popular a causa de la forma atractiva, suau i ovalada de l'ou. Encara que és possible decorar tota mena d'ou d'au mitjançant aquest procés, sovint els decoradors prefereixen els ous més grans i resistents.
Sovint els ous d'oca, ànec i gallina són buidats mitjançant la tècnica de "bufatge", per fer-ho se'ls realitza un orifici a cada extrem i mentre es bufa per un d'ells el contingut surt per l'altre. Després la closca de l'ou pot ser o bé tallada, tenyida, pintada, tractada amb aplics o bé decorada d'una altra forma mitjançant una sèrie de tècniques. La decoració d'ous és especialment popular als països de l'Europa de l'Est.

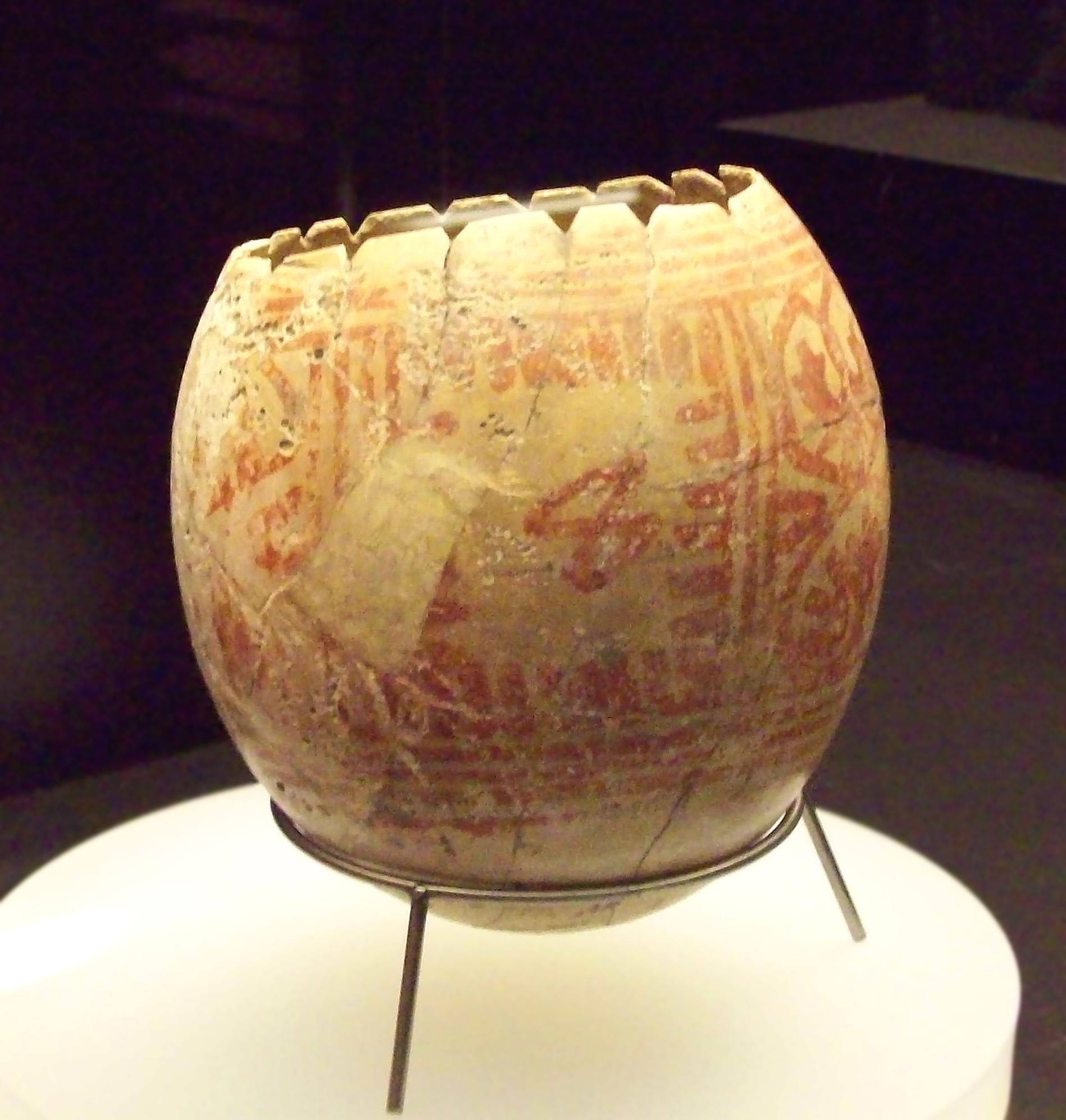
Ou decorat cartaginès de la segona edat de ferro.

Alguns ous com els d'emú o d'estruç són tan grans i resistents que és possible tallar les seves closcas sense que es trenquin. La decoració dels ous d'emú aprofita el contrast de colors naturals de l'ou entre el verd clapat exterior de la closca i el color de la zona interna. S'han trobat closques d'ous d'estruç tallat amb dissenys regulars que tenen 60.000 anys d'antiguitat a Diepkloof Rock Shelter, Sud-àfrica.
El famós artista i joier rus Peter Carl Fabergé va fabricar per a la cort de Rússia exquisits ous decorats amb metalls preciosos i gemmes. Aquests ous de Fabergé s'assemblaven a ous decorats comuns, exceptuant que estaven fabricats en or i pedres precioses.
En la cultura persa també existia la tradició de decorar ous, que es realitzava durant l'equinocci de primavera. Aquesta època marcava l'any nou persa, i se la denominava Norouz. Les famílies decoraven ous i els col·locaven en bols. Es creu que és a partir de la mencionada tradició que es va desenvolupar el costum cristià.